# La Voz de Asturias
La Voz de Asturias és un diari digital de la regió espanyola d'Astúries, redactat principalment en castellà amb ocasionals seccions i articles en asturià. Té la seu a Oviedo i és editat per Ediciones Periódicas del Noroeste, SL, empresa pertanyent a la corporació La Voz de Galicia, SA.
Va ser fundat per José Tartiere Lenegre el 10 d'abril de 1923. Encara que conservador en els seus orígens, va passar més tard a adscriure's a una línia progressista, declarant com el seu objectiu estar al "servei dels asturians […] mantenint un compromís amb valors com la llibertat, la pluralitat i el progrés d'Astúries". Durant la dictadura franquista va ser el periòdic predilecte de l'esquerra asturiana, que trobava en ell informacions que altres diaris no recollien —com les referents a les vagues mineres dels anys seixanta— i columnistes tot el progressistes que permetia la censura. Ja en democràcia, el periòdic va passar a ser afí, de manera més o menys explícita, al Partit Socialista Obrer Espanyol, al Govern a Astúries durant la major part del nou període polític.
La Voz de Asturias va desaparèixer, encara com a diari imprès, el 19 d'abril de 2012, però va ressorgir com a digital el 2016 de resultes de l'adquisició, per part de la corporació La Voz de Galicia, del diari digital asturià Asturias24, que havia estat fundat el 2013 amb el mateix esperit que el diari desaparegut. Paral·lelament a aquesta operació, l'empresa gallega es va fer també amb la capçalera històrica, que havia passat a les mans del productor cinematogràfic José Velasco després del tancament del periòdic.
En la seva nova etapa, l'orientació ideològica del diari continua sent progressista, però no hi ha una identificació tan explícita amb cap partit polític concret com existia en el diari desaparegut el 2016. El periòdic diu aspirar, per contra, a abastar i fer sentir-se còmodes a totes les sensibilitats d'esquerra: així, en les eleccions europees de 2014, Asturias24 va demanar en un editorial el vot per a qualsevol de les tres principals formacions d'esquerra —PSOE, Esquerra Plural, Primavera Europea i Podem— que concorrien als comicis.

## Directors
El diari ha tingut tretze directors des de la seva fundació en 1923:
| Director (naixement i mort)            | Període   |
| -------------------------------------- | --------- |
| Antonio J. Onieva (1886-1977)          | 1923-¿?   |
| José Díaz González, Banderilla         | ¿?-¿?     |
| Roberto Velázquez Riera, Robín         | ¿?-1964   |
| Jorge Víctor Sueiro (1929-1991)        | 1964-1973 |
| José Díaz Jácome (1910-1998)           | 1973-1983 |
| Faustino F. Álvarez (1950-2014)        | 1983-1986 |
| Luis José de Ávila (1945-)             | 1986-1989 |
| Faustino F. Álvarez (1950-2014)        | 1989-2001 |
| José Francisco Rodil Lombardía (1953-) | 2001-2002 |
| Rodrigo Cepeda (1966-)                 | 2002-2004 |
| Luis Mugueta (1960-)                   | 2004-2011 |
| Juan Carlos Cuesta (1974-)             | 2011-2012 |
| Ángel Falcón (1965-)                   | 2013-...  |